# Anna Grassetti
Anna Grassetti, nota anche come Anna Grassetti Zanardi (Bologna, 25 giugno 1815 – Bologna, 9 settembre 1896), è stata un'infermiera, patriota e politica italiana, amica di Livio Zambeccari e moglie del cospiratore Carlo Zanardi. Figura di rilievo del mazzinianesimo bolognese, ebbe un ruolo chiave nei moti insurrezionali in Emilia.

## Biografia
Anna Grassetti nacque a Bologna il 25 giugno 1815 da Giovan Battista Grassetti, in una famiglia benestante.
Sposò giovanissima Carlo Zanardi da cui ebbe dei figli.
Iniziò la sua attività politica a ventotto anni, cospirando a favore dell'Unità italiana assieme al marito durante i moti di Savigno del 1843, raccogliendo viveri e vestiti per i rivoltosi, nascondendo nella sua casa di campagna tra porta Castiglione e porta Santo Stefano Saverio Muratori e altri cospiratori e aiutandoli poi a fuggire in Corsica a seguito del fallimento dell'insurrezione. Carlo riuscì a sfuggire alle condanne a morte e all'incarcerazione scappando in Toscana con l'aiuto della moglie. Lo Zanardi poté rientrare a Bologna nel 1846, dopo l'amnistia di Pio IX, prendendo poi parte alla prima guerra d'indipendenza
L'8 agosto 1848, la Grassetti fu tra le protagoniste della battaglia della Montagnola, dove «combatté come un fante». Come infermiera e addetta alle ambulanze accompagnò il marito, capitano nei Cacciatori dell'Alto Reno comandati dal bolognese Livio Zambeccari, durante i moti del 1848 in Veneto e nel 1849 a Roma, per la difesa della Repubblica romana.
Mentre i Francesi entravano a Roma, decretando la sconfitta dei patrioti, Giuseppe Mazzini gettava le basi per una nuova società politica, l'Associazione Nazionale, che avrà a Londra un centro collegato a comitati locali in Italia di almeno dieci membri corrispondenti. A Bologna, la riorganizzazione della cospirazione mazziniana fu affidata ad Anna Grassetti Zanardi, ormai svincolata dalle sorti del marito che, troppo compromesso, era dovuto fuggire in esilio in Spagna, e poi in altri paesi, fino alla morte. Rimasta vedova con quattro figli, Anna fu incaricata da Mazzini di costituire comitati in diverse città emiliane, venendo sorvegliata e subendo frequenti perquisizioni. La Grassetti fondò quindi i comitati di Bologna, Ferrara, Comacchio e Spoleto, diventando «la prima mazziniana attivista».
Tra il 1852 e il 1854 gli Austriaci procedettero a una serie di arresti, processi e condanne che disorganizzarono l'attività cospirativa.
Accusata di alto tradimento per aver tenuto corrispondenza segreta, diffuso scritti rivoluzionari e ospitato incontri tra i capi dei comitati, l'8 settembre 1852 fu arrestata a Ferrara, dove scontò trenta mesi di dura reclusione in attesa del processo, dei quali diciotto in assoluto isolamento. Nel 1853 devette assistere alla fucilazione, da parte degli Austriaci, dei mazziniani Giacomo Succi, Domenico Malagutti e Luigi Parmeggiani, suoi corrispondenti. Il 18 gennaio 1855 venne finalmente emessa la sentenza: vent'anni, poi ridotti a otto, che scontò in varie carceri, dalla fortezza di Ferrara al carcere di Civita Castellana e poi alle carceri di Roma. Durante il trasporto da Bologna a Civita Castellana, di passaggio nelle città romagnole, ricevette l'omaggio da tante signore «in carrozza, a cavallo, o a piedi» e fu acclamata dal popolo con lodi e fiori, come testimoniato tra gli altri da Zellide Fattiboni.
Dopo due anni di carcere a Roma, per il peggioramento delle sue condizioni di salute le furono concessi i domiciliari, che scontò in una casa via Due Macelli.
Nel 1858 ottenne la grazia, «per intercessione presso il Pontefice di tre nobildonne bolognesi, Maria Hercolani, Teresa Simonetti e Olimpia Hercolani», e rientrò a Bologna, dove fu sorvegliata dalla polizia pontificia.
Nel 1860 e poi nel 1867, partecipò alla spedizione dei Mille e seguì Garibaldi «nel Napoletano, nel Lombardo-Veneto, nel Tirolo, a Mentana e a Monterotondo».
Dopo l'Unità d'Italia rivestì incarichi nel Partito Democratico Italiano di Unità Monarchica, continuando fin in tarda età a partecipare ai cortei patriottici dei reduci delle guerre d'indipendenza e dei garibaldini, «(…) e com'essi indossare la gloriosa camicia rossa (...) una donna anziana, di bassa statura e alquanto pingue, coperta il petto di numerose medaglie (…)».
Anna Grassetti Zanardi  morì il 9 settembre 1896 a Bologna; è sepolta nel cimitero monumentale della Certosa di Bologna, nella Sala delle Tombe al pozzetto 341.
A lei è stata intitolata una via nel 2006 a Bologna.

## Opere
- Memorie ed appunti intorno alla vita politica di Anna Grassetti Zanardi, manoscritto autografo, 1984-1985, parzialmente pubblicato nel Bollettino del Museo civico del Risorgimento di Bologna